# Ernst Oldemeyer
Ernst Oldemeyer (* 14. Juni 1928 in Oberhausen; † 5. Dezember 2020 in Karlsruhe) war ein deutscher Philosoph.

## Leben
Oldemeyer studierte von 1949 bis 1960 Philosophie, Germanistik und Geschichte an den Universitäten Bonn und Freiburg im Breisgau und schloss das Studium mit einer Dissertation über den Wahrheits- und Wissenschaftsbegriff Schellings ab. Danach war er wissenschaftlicher Assistent/Akademischer Rat/Wissenschaftlicher Rat am Institut für Philosophie der Universität Karlsruhe (TH). 1969 habilitierte er  sich im Fach Philosophie an der Fakultät für Geistes- und Sozialwissenschaften der Universität Karlsruhe (TH) (Habilitationsschrift: „Struktur und Funktion des Bewußtseins. Ein Beitrag zur Phänomenologie der Bewußtseinsleistungen“). 1974 wurde er dort zum Ordinarius für Philosophie berufen. Seine Emeritierung erfolgte im Jahr 1993. Von 1979 bis 1983 war er Dekan der oben genannten Fakultät.

## Veröffentlichungen
- Weltsichten. Beiträge zu einer Typologie. Königshausen & Neumann, Würzburg 2016.
- Dialektik der Wertorientierungen. Königshausen & Neumann, Würzburg 2010.
- Alltagsästhetisierung. Königshausen & Neumann, Würzburg 2008.
- Leben und Technik. Fink, Paderborn 2007.
- Zur Phänomenologie des Bewußtseins. Königshausen und Neumann, Würzburg 2005.
- als Herausgeber mit Götz Großklaus: Natur als Gegenwelt. Beiträge zur Kulturgeschichte der Natur. Von Loeper, Karlsruhe 1983.
- als Herausgeber mit Götz Großklaus: Werte in kommunikativen Prozessen. Beiträge und Diskussionen der 8. Karlsruher Tage für Experimentelle Kunst und Kunstwissenschaft. Klett-Cotta, Stuttgart 1980 (Karlsruher kulturwissenschaftliche Arbeiten, 3).
- Struktur und Funktion des Bewußtseins [Typoskript-Fassung]. Karlsruhe 1969.